# Neolycaena tangutica
Neolycaena tangutica är en fjärilsart som beskrevs av Grum-grshimailo 1891. Neolycaena tangutica ingår i släktet Neolycaena och familjen juvelvingar. Inga underarter finns listade i Catalogue of Life.